# 前1760年代
| 千纪： | 前2千纪 |
| 世纪： | 前19世纪 \| 前18世纪 \| 前17世纪                                                                                     |
| 年代： | 前1790年代 \| 前1780年代 \| 前1770年代 \| 前1760年代 \| 前1750年代 \| 前1740年代 \| 前1730年代                       |
| 年份： | 前1769年 \| 前1768年 \| 前1767年 \| 前1766年 \| 前1765年 \| 前1764年 \| 前1763年 \| 前1762年 \| 前1761年 \| 前1760年 |

## 重要人物
- 阿蒙涅姆赫特七世、塞赫姆拉·索贝克霍特普二世、肯杰尔，古埃及第十三王朝法老。
- 皮坦纳，赫梯国王。
- 伊什梅-达甘一世，亚述国王
- 汉谟拉比，巴比伦国王。
- 瑞姆辛一世，拉尔萨国王。
- 兹姆里·利姆，马里国王。
- 芒，夏朝君主。